# 32766 Voskresenskoe
32766 Voskresenskoe è un asteroide della fascia principale. Scoperto nel 1982, presenta un'orbita caratterizzata da un semiasse maggiore pari a 2,4181321 UA e da un'eccentricità di 0,2671155, inclinata di 5,54820° rispetto all'eclittica.